# カリコー・カタリン
- カタリン・カリコ

カリコー・カタリン（Karikó Katalin, [ˈkɒrikoː ˌkɒtɒlin], 1955年1月17日 - ）は、アメリカ合衆国在住のハンガリー人生化学者。ビオンテック上席副社長。RNAの修飾機構を専門とし、ガラス管内で修飾させたmRNAを用いて蛋白質療法への応用を研究する。RNARx社の共同創業者でCEOを務め（2006年–2013年）、2013年よりビオンテックの重役を歴任し上級副社長（Senior Vice President）、またペンシルベニア大学の非常勤准教授職(客員教授)にある。
ハンガリーとアメリカの二重国籍（アメリカ籍は1999年に取得）。ハンガリーのソルノク県（現在のヤース・ナジクン・ソルノク県）ソルノク市出身。姓は「カリコー」と伸ばすが日本では英語からカリコと短母音で表記したり、名前のカタリンを英語風にケイトと表記したりするのも散見されるが、本人は複数のインタビューでも自分はハンガリー人であるということを強く主張している。
2023年にドリュー・ワイスマンペンシルベニア大学教授とともにノーベル生理学・医学賞を受賞した。

## 来歴・人物
冷戦最中の1955年のハンガリー人民共和国ソルノク県ソルノク市生まれで、ソルノクより50 km程東のソルノク県キシュウーイサーッラーシュ市で育つ。父親は精肉業で、母親は事務員だった。幼少 から「動物の中には何が入っているのか」に強い関心を抱いていた。鶏を飼っていて、産卵もエキサイティングと感じていた。
8年制義務教育の国立アラニュ・ヤーノシュ街小中学校で生物学に興味を持つ。4年制の 国立モーリツ・ジグモンド高等学校 で生物学で最優秀の生徒に与えられる第1回イェルミ・グスターヴ賞を受賞。

### 大学入学以後
1973年にチョングラード・チャナード県セゲド市の国立ヨージェフ・アティッラ大学（JATE、ヤテ。現在の国立セゲド大学〔SZTE(SZOTE)、エステ(ソーテ)〕）に入学、1978年に卒業。1975年から1978年までは「人民共和国奨学金」を得ていた。
大学卒業後、1978年から1982年までハンガリー科学アカデミー（MTA）の奨学金を受けて、ハンガリー科学アカデミー付属セゲド生物学センター（現在のエトヴェシュ・ロラーンド研究ネットワーク・セゲド生物学研究センター）で有機科学者のトマス・イェネーの下で博士課程研究に従事、1982年に博士号(生化学)を取得した 。
在学中からRNA研究に取り組み、主要研究は、RNAの免疫原性を抑制するヌクレオシド修飾プロセスの発見で、RNA媒介免疫活性化が代表的研究であり、mRNA研究の臨床応用への道を開いた。
国の奨学金を得て研究者生活を送っていた。
1976年にハンガリーのセゲド大学で学部生時代の講義中に、「mRNA が免疫系による癌組織の認識と破壊に役立つかどうか」の考えに初めて触れ、関心を持つようになった。

### 国家経済疲弊による失業
しかし、ハンガリー人民共和国の経済は社会主義一党独裁で疲弊し、対外債務で首が回らなくなっていた。そのため、ハンガリー人民共和国政府は、セゲド・センターの予算を大幅に削減した。共産主義経済の行き詰まりなどから海外の学会に出席することが認めらられなくなった。1985年にはセゲド生物学センターにて、思わしい研究成果があげられなかったからとしてRNA研究費手当がなくなり、カタリンは同年1月17日という30歳の誕生日に解雇通知をくらい失業した。
失業していた求職中に国内は駄目で、欧米各地の教授に求職の手紙を書いた結果、アメリカ東部フィラデルフィアにあるテンプル大学で「博士研究員」枠としての受け入れが認められた。彼女は「自分が何者で、どんなことができるのか」を書いたと語り、同分野の先生が読み、研究所に呼んでくれた。同1985年にはポストドクター研究員として、招聘されることが決まった。カタリンの全財産は知人に車を売却して得た現金(フォリント)を闇市で両替した約900英ポンドだったが、当時社会主義国であるハンガリー人民共和国政府(ハンガリー共産党政権)は100米ドル相当(当時の日本の約2万円)以上の現金を国外に持ち出すことを禁じていた。そのため、2歳の娘が持っていたテディベアの中に隠して出国、アメリカには親戚もおらず頼れる者がいないために最初の給与が出る30日後まで、この時の資金で生活した。

### ハンガリー人民共和国から出国後・「科学の僻地」扱い時代
テンプル大学の生化学科のポスドク（博士課程修了後の任期付き研究職。博士研究員）として、ソ連の影響下にあるハンガリー人民共和国からソ連と対立関係にあるアメリカへ、「大学で研究をするという正式なオファー」を理由に、エンジニアの夫と娘という家族一緒に出国許可を得られた。こうして、ゼロからのスタートとなった夫は清掃職についた。夫が研究職への理解と支えをしてくれるタイプであり、「研究を続け、生き残っていくため」と金銭的や社会的な不安もありながらアメリカ合衆国のフィラデルフィアで研究をしだした。アメリカ到着の翌日から働き始めたが、「（大学では）みんなドアの開閉は乱暴だし、大声でしゃべる。実験室はセゲドの研究室の方が、よっぽど設備が整っていた。ハンガリーの自宅には、洗濯機がありましたが、アメリカではコインランドリーに行くしかない。生活レベルは下がりましたね」と語り、最初の1週間で逃げ出したいと思ったと振り返っている。
アメリカンドリームが腐るのに時間はかからず、渡米4年後にテンプル大学の上司に強制送還か退職かを強制されている。背景には、テンプル大学のポスドクで働いていた1988年に、著名な医学部のある難関ジョンズ・ホプキンス大学から仕事のオファーが舞い込んだ。しかし、信頼していた上司が「研究者としての嫉妬」をし、「ここ（テンプル大学）に残るか、それともハンガリーに帰るか」という国外退去の通知を用いて、二者択一の選択を迫った。悩んでいる間に上司はジョンズ・ホプキンス大学に対して、仕事のオファーを取り下げる手まわしをした。同年にテンプル大学も辞めることとなったカリコを1年間救ったのは、米国軍保健科学大学(Uniformed Services University of the Health Sciences。アメリカでは、防衛医科大学校に相当)の病理学科での一時勤務だった。B型肝炎治療に必要なインターフェロン・シグナル研究など、分子生物学の最新技術など多くのことを学んだと語っている。

#### ペンシルベニア大学医学部在職開始
渡米後は任期付きの非正規ポストを転々とし、1989年にペンシルベニア大学の医学部に移籍し、心臓外科医エリオット・バーナサンの下で研究するととなった。ペンシルベニア大学では研究助教という非正規雇用であった。そして、貰えるはずの助成金ももらえなかった。エリオットはカリコに好意的な直属上司で協力して研究した。

1990年が、最初のアメリカにおける助成金初申請かつ初却下経験であった。その後も次々とmRNA療法への助成金拒否された。カリコは「私は申請書などを考え出し、政府の資金や投資家からの民間資金を獲得しようとしたが、全員が拒否した。」と語っている。研究も評価されず、研究費もしばしば削られた。アメリカ移住後もずっと外部からの研究資金提供は得られず、1998年以降は、同年に知り合った同僚(ドリュー)に研究費を依存する日々が続いたと語っている。多くの補助金申請を拒否されたカリコは、ニューヨークのベンチャーキャピタリストから資金を集めようとスピンオフ会社を設立しようと試みた。しかし、「最初は投資すると約束したがその後に、電話は返してくれませんでした」と無駄な努力だったと語っている。6案件まで受け付けてくれる1月6日期限の助成金で、大みそか一晩中申請書書いていたのに、7案件が提出された中で唯一落とされた経験もある。

#### 「研究室のリーダー」・テニュアトラックからの降格
1995年には、ペンシルベニア大学の上司らは、退職か降格かと選択を迫った。彼らはカリコが「成果を出すことができず、社会的意義のある研究とも思えない」「教員に適しない」との理由で「研究室のリーダー職」から、mRNA研究を諦めることになる辞職か、降格と減給を受け入れた上に研究を続けるかの選択を迫られた際には、後者を選び、終身雇用資格の教職ポストから解職というテニュアトラックから降格させられ、大幅減給させられている。正教授(full professorship。テニュア)への道を望んでいたカリコにとって、それは屈辱的な選択だった。ここで辞職していたら、mRNAを使用し、多くの慢性疾患に対する新しいワクチンや治療薬を開発するというカリコの夢は途絶えていた。カリコに協力的な直属の上司エリオットが研究費不足によって、自身も所属する研究チーム解散させられ、1997年にエリオットはペンシルベニア大学を去った。エリオットの後任者はカリコを不要と判断し、解雇しようとした。そのとき彼女を救ったのが、かつての教え子でカリコの仕事ぶりを見ていた研修医(当時脳外科のインターン中)デイヴィッド・ランガーであった。カリコを迎え入れるよう自分の上司である同大学脳神経外科のトップに掛け合って、彼女の研究にチャンスを与えてくれるよう頼んでくれた。資金力が豊富だった脳外科へ移籍することで研究のための小部屋と年間4万ドルの給料を得られた。ペンシルベニア大学在職中もクリスマスと大晦日を実験と助成金申請書の作成に費やしていた。しかし、ペンシルベニア大学による最後通牒の背景には、他の同分野の多くの科学者もこの分野から遠ざかり、ペンシルベニア大学側は、mRNA研究は時間を無駄にしていると感じていたからである。降格騒動時期に癌も判明したため、2つの手術を控えていて、夫もグリーンカードを取りにハンガリーに一時帰国していたが、ビザの問題で現地で立ち往生しており、6か月間帰国できなかった。この時期について、「私は本当に苦労していましたが、彼らは私にこう言いました。」と語っている。手術の間、カリコは自分の選択肢を検討し、留任を選び、降格という屈辱を受け入れ、同分野の研究し続けることを決意した。このペンシルベニア大学を辞めなかった選択が、彼女のキャリアと科学の進路を変えることになる偶然のドリューとの出会いにつながった。
後にペンシルベニア大学での研究生活が安定してたのは2年だけと語っている。1997年に研究費不足でカリコが所属するエリオットのチームは解体された。そして、同年にカリコに支援的な直属上司エリオットもペンシルベニア大学を辞め、バイオテク企業に転職することになる。当時について、「(エリオットと)やっていることがあまりに斬新すぎて、お金をもらえなかった」と語っている。

#### ドリュー・ワイスマンとの出会い・共同研究開始後
1997年に免疫学者ドリュー・ワイスマンがペンシルベニア大学に移ってきた。当時は、科学出版物がオンラインで入手できるようになるずっと前で、科学者が最新の研究を閲覧する唯一の方法は雑誌からコピーすることだけだった。ドリューは1998年のカリコとの出会いについて、「気づいたら、部門内でカタリン・カリコという科学者とコピー機を巡って争っていた」「それで私たちは話し始め、お互いの行動を比較し始めました。」と語っている。ペンシルベニアにおけるカリコの学術的地位は低いままだったが、ワイスマンは彼女の実験にも提供できるくらいの資金を持っていたため、二人は研究協力を開始した。
ペンシルベニア大学研究棟でコピー機を使う際に言葉を交わしたことがきっかけで1998年に知り合った、HIVのワクチン開発の研究をしていた免疫学者ドリュー・ワイスマン教授と、2005年にはRNAワクチンの開発につながる革新的な研究成果「mRNAを構成する物質の1つ「ウリジン」を、tRNAでは一般的な「シュードウリジン」に置き換えると炎症反応が抑えられる」との共著論文を科学雑誌『Immunity』に発表したが、「時代の先駆け過ぎた」ために注目は集まらなかった。そして、その後にはペンシルベニア大学の研究室費用も賄えなくない状態となっていた。
2006年から2013年までドリューと創業したRNARx社の共同創設者兼CEOを務めていた。アメリカ政府のアメリカ国立衛生研究所(NIH)から100万ドルの資金援助を得た。これが本人曰く、「最初で最後に獲得出来た助成金」である。しかし、ペンシルベニア大学での冷遇は続き、2009年に上級研究員から非常勤准教授に降格された。二人の発表した論文も学会で注目されることもなかった。他にも同大学における知的所有権に対する制限（研究者の特許は大学機構の所有）の影響で、RNARx社は軌道に乗らず、大きな成果を上げることがなかった。ペンシルベニア大学は該当技術を自組織で特許申請する方針転換し、2008年にはカリコとワイズマンの研究成果に対する独占的ライセンスを販売した。2010年に、カリコとワイズマンの研究成果に対する独占的ライセンスと特許を研究用品会社「セルスクリプト(Cellscript)」のトップであるゲイリー・ダール(Gary Dahl)に売却した。これが後に、モデルナ社とビオンテック社に売却されたことも転機につながった。
2008年頃には、ワイスマンらとの共同研究である「特定のシュードウリジンに置き換えることで、目的とするたんぱく質が作られる効率が劇的に上がること」も明らかにしたことで、これが後の伝令RNA（messenger RNA = mRNA）の医療への応用の道を確実にしたと評価される。2008年にカリコが発表した論文の共著者の一人である大阪大学の審良静男特任教授は、2023年10月2日に「(彼女らのノーベル生理学医学賞)受賞は当然だと思う。新型コロナのワクチンが開発できたことは人類にとっての大きな貢献だ」と述べている。アメリカに2歳の時につれてきた彼女の娘スーザン・フランシアは、2008年と2012年に米国ボートチームで金メダルを獲得している。
スタンフォード大学の博士研究員だったデリック・ロッシは、カリコとワイズマンらの論文と研究に興味を持った。2010年には、ロッシはハーバード大学とマサチューセッツ工科大学の教授ら3人で、改変されたmRNAを使用したワクチンや治療薬を開発目的とし、バイオテクノロジー企業「モデルナ」を共同設立した。ハーバード大学の生物学教授かつ連続起業家ティモシー・スプリンガーは、カリコとワイズマンの研究に触発されて、mRNA療法に基づく会社設立をロバート・ランガーマサチューセッツ工科大学教授にも打診した流れがあった。3 人の科学者は、心臓血管科学者のケネス・R・チエン( Kenneth Chien) とともに、「改変(mode) RNA」にちなんで名付けられた Moderna(モデルナ) を共同設立した流れがある。ティモシーは、バイオテックの「モデルナ」に投資し、総資産10 億ドル（約1070億円）以上のビリオネアの仲間入りを果たした。
mRNA分野における競争は激化し続けたが、2013年時点には、モデルナの研究は注目を集めるようになっていた。モデルナは、心臓代謝疾患とがんに対する mRNA 治療法の発見、開発、商業化のために英国の製薬会社アストラゼネカから2億4,000 万ドルを受け取るレベルの企業となっていた。  
2008年には、mRNAのウリジンを「シュードウリジン」という特定の化学修飾したモノに発展させた。このシュードウリジンを施したmRNAを使うと、炎症抑制だけでなく、タンパク質の設計図であるmRNAが細胞の中に入っていき、大量のタンパク質作成されることが判明した。大学は二人の手法を「Kariko-Weissman technique」と特許を出願し、二人の連名で出された最初の特許出願が認可されたのは2012年であった。その後、mRNA技術に関する特許を9件取得した。カリコら二人は、最初に作ったヌクレオシド改良型mRNAを全ての人に使って欲しい手法だと特許にしたくなかったものの、「特許をとらないと誰も開発も投資もしてくれないと(大学側に)言われたからやむをえずそうしたんです」「お金のためじゃなかったんです」と語っている 。
2012年にシュードウリジンを改良したメチルシュードウリジンを開発し、タンパク質をより効果的に作ることにも成功した。コロナワクチンに使われているのはこの技術を使ったmRNAである。翌2013年に来日し、武田薬品工業を訪問した。カリコは、「研究を続けたい、そのための資金を出してくれるところなら、どこへでも行こうという気持ちだった」と述べている。

### ビオンテックとの研究契約・ドイツへの移住・米独往復生活
多くの研究者が彼女らの研究の可能性に気付かない中、2011年にトルコ系ドイツ人やオーストリアの研究者が創設したドイツ企業ビオンテックは、彼女をドイツに招き、同社との研究契約を結んだ。招聘理由として、2010年頃にペンシルベニア大学が売却していた彼女らの研究成果の関連特許を買った同社が、彼女の研究成果に注目したからであった。カタリンの加入で、ビオンテックの研究力は一段と向上するようになった。

#### ペンシルベニア大学による正教授拒否後
2013年には、ペンシルベニア大学が1995年に降格させられたカリコを正規雇用の教授職へ復帰させることを拒否したため、同年に彼女はドイツへの移住が必要となるビオンテック社からの副社長就任依頼という申し出を受け入れた。退職依頼を伝えた時にはペンシルベニア大学には、「ビオンテックには公式ウェブサイトすらない」と嘲笑されたと語っている。夫はフィラデルフィアで暮らし、副社長となったカリコはドイツに渡った。2017年、には、カリコはビオンテックおよびペンシルバニア大学の研究者数名とともに、「mRNAワクチンがマウスとサルをジカウイルスから守ること」を研究で示した。2019年からは、同社の上級副社長となった。
2020年にCOVID-19のパンデミックにより前例のない規模のワクチン開発が必要となったため、彼らの研究がmRNAの臨床研究への貢献したことが注目されだした。彼女らの研究成果のおかげで、新型コロナウイルス(Covid-19)のゲノム情報解読から2日後の2020年1月13日にはワクチンの基本設計が完成した。人での安全性を確かめる臨床試験もまだ日本での全国的なコロナ流行第一波前の同年3月16日に始めることが出来た。彼らの研究成果が活用される「新型コロナ以前」のmRNAワクチン開発の歴史は対照的に長期間試行錯誤の連続であった。
アメリカ国内での非免疫ヌクレオシド変形RNAに関する特許をワイスマンと共同保有している。この研究によりmRNAの抗ウイルス応答が癌ワクチンの腫瘍予防に有効であることが明らかになり、2020年には、この技術がファイザーとビオンテックが共同開発したCOVID-19ワクチンにも応用された（同じ技術が、モデルナのワクチンにも応用されている）。  
2021年にペンシルベニア大学は、「一定期間、非常勤大学教員として籍を有する者」として、カリコを同大学医学部客員教授にした。
コロナ禍の2022年4月に来日し、日本国際賞の授賞式と記者会見に出席した。その際にカリコは日本のメディアに、「私は称賛を受けることは、それほど重要ではない。うれしいのは、私の研究によって誰かが救われたということだ」と話した。この来日時の授賞式に先立ち、カリコ氏は駐日ハンガリー大使館を訪れ、駐日ハンガリー大使、mRNAの研究で知られる新潟薬科大客員教授の古市泰宏らから祝福を受けた。この時に読売新聞の記者へ「日本の皆さんの幸せを願っています」と記した色紙サインを渡している。
2022年10月4日には在日本ハンガリー大使館が「カリコー・カタリン展 オープニングセレモニー」を日本で主催し、慶應義塾大学医学部が協力した。

## 主な受賞歴
- 2020年
  - 公共メディア年間人物賞[36]
  - ローゼンスティール賞[37]
- 2021年
  - ヴィルヘルム・エクスナー・メダル[38][39]
  - アストゥリアス皇太子賞学術・技術研究部門[40]
  - Széchenyi Prize（英語）[41]
  - ゼンメルワイス賞 Semmelweis Prize[42]
  - ハンガリー精神賞[43]
  - 人間の尊厳賞[44]
  - ルイザ・グロス・ホロウィッツ賞[45]
  - オールバニ・メディカルセンター賞[46]
  - 慶應医学賞[47]
  - ラスカー・ドゥベーキー臨床医学研究賞[48]
  - 国際ポール・ヤンセン生物医学研究賞[49]
  - ウィリアム・コーリー賞[50]
  - グランドメダル[51]
  - プリンス・マヒドール賞[52]
  - ドイツ免疫学会賞[53]
  - BBVA Foundation Frontiers of Knowledge Award[54]
  - マイエンブルク賞[55]
  - ハーヴェイ賞[56]
- 2022年
  - ヴィルチェク優秀賞（Vilcek Prize for Excellence）[57]
  - 生命科学ブレイクスルー賞[58]
  - パウル・エールリヒ&ルートヴィヒ・ダルムシュテッター賞[59]
  - パール・マイスター・グリーンガード賞[60]
  - ロレアル-ユネスコ女性科学賞[61]
  - ベンジャミン・フランクリン・メダル[62]
  - ルイ＝ジャンテ医学賞[63]
  - ヘルムホルツ・メダル[64]
  - ジェシー・スティーヴンソン・コヴァレンコ・メダル[65]
  - 日本国際賞[66]
  - ガードナー国際賞[67]
  - ウォーレン・アルパート財団賞[68]
  - 唐奨バイオ医薬部門[69]
  - 欧州発明家賞[70]
- 2023年
  - ノーベル生理学・医学賞[71]
- 2024年
  - パウル・カラー・ゴールドメダル[72]

## 栄誉
- 2020年 - キシュウーイサーッラーシュ市名誉市民[73]
- 2021年 - 名誉市民（Csongrád-Csanád county[74]、Szeged[75]）
- 2021年 - 名誉博士号（セゲド大学（英語）[76]）

## 主要論文
- Anderson, Bart R.; Muramatsu, Hiromi; Nallagatla, Subba R.; Bevilacqua, Philip C.; Sansing, Lauren H.; Weissman, Drew; Karikó, Katalin (September 2010). “Incorporation of pseudouridine into mRNA enhances translation by diminishing PKR activation”. Nucleic Acids Research 38 (17):  5884–92. doi:10.1093/nar/gkq347. PMC 2943593. PMID 20457754.
- Karikó, Katalin; Muramatsu, Hiromi; Welsh, Frank A.; Ludwig, János; Kato, Hiroki; Akira, Shizuo; Weissman, Drew (November 2008). “Incorporation of pseudouridine into mRNA yields superior nonimmunogenic vector with increased translational capacity and biological stability”. Molecular Therapy 16 (11):  1833–40. doi:10.1038/mt.2008.200. PMC 2775451. PMID 18797453.
- Karikó, Katalin; Buckstein, Michael; Ni, Houping; Weissman, Drew (August 2005). “Suppression of RNA recognition by Toll-like receptors: the impact of nucleoside modification and the evolutionary origin of RNA”. Immunity 23 (2):  165–75. doi:10.1016/j.immuni.2005.06.008. PMID 16111635.
- Karikó, Katalin; Weissman, Drew; Welsh, Frank A. (November 2004). “Inhibition of toll-like receptor and cytokine signaling--a unifying theme in ischemic tolerance”. Journal of Cerebral Blood Flow and Metabolism 24 (11):  1288–304. doi:10.1097/01.WCB.0000145666.68576.71. PMID 15545925.
- Karikó, Katalin; Ni, Houping; Capodici, John; Lamphier, Marc; Weissman, Drew (March 2004). “mRNA is an endogenous ligand for Toll-like receptor 3”. The Journal of Biological Chemistry 279 (13):  12542–50. doi:10.1074/jbc.M310175200. PMID 14729660.

## 家族・親族
夫はエンジニアのフランツィア・ベーラ、アメリカ移住後はゼロからのスタートとなったため、清掃職をしていた。献身的に研究者の妻を支えた。
ハンガリー人民共和国時代のセゲド生まれで、2歳の時にアメリカへ一家で移住した長女フランツィア・ジュジャンナ(スーザン・フランシア)はボート競技（エイト）の選手である。2008年北京オリンピックと2012年ロンドンオリンピックでは2連覇し、アメリカ代表選手として2個の金メダルを獲得した。2023年のノーベル賞受賞後のインタビューで長女は母カリコについて、「金メダリストの母親」から「世界を救う科学者」として有名になったと米メディアで語っている。
母親は2018年に亡くなった。

## その他
- 2021年、アメリカ合衆国のニュース雑誌タイム誌が選ぶ世界で最も影響力のある100人の一人に選ばれた[78]。

### 出演
- クローズアップ現代「新生ワクチンは世界を救うのか!?開発の立て役者・カリコ博士×山中伸弥」(2021年5月27日、NHK)[79]
- ETV特集「世界を変える“大発見”はこうして生まれた カリコ×山中伸弥」（2021年7月10日、NHK Eテレ）[80]

## 関連書籍
- 増田ユリヤ 著「世界を救うmRNAワクチンの開発者 カタリン・カリコ」 ポプラ社 2021年
- 吉成河法吏 著「評伝カタリン・カリコ 激動の人生とその軌跡」 医薬経済社 2021年
- 大野和基 編「コロナ後の未来」（ポール・ナースらと共著）文藝春秋 2022年
- 吉成河法吏 著「カリコ博士の愛したmRNA」 医薬経済社 2022年
- デビー・ダディ 著「カタリン・カリコの物語 ぜったいにあきらめない mRNAワクチンの科学者」 竹内薫訳、山内豊明監修、西村書店 2023年
- メーガン・ホイト 著「カリコ博士のノーベル賞物語」 坪子理美訳、中央公論新社  2023年
- 朝元照雄 著「mRNAワクチンの開発物語：ノーベル生理学・医学賞の本命候補カタリンとワイスマン」世界経済評論Impact No.2228、2021年7月19日
- 朝元照雄 著「COVID-19の蔓延とワクチンの開発：モデルナ社とBioNTech」世界経済評論Impact No.2235、2021年7月26日
- 「ブレイクスルー ノーベル賞科学者カタリン・カリコ自伝」笹山裕子 訳、河出書房新社 2024年